# Población de hecho
La población de hecho (o de facto) es, para un determinado momento (generalmente un año censal), la población compuesta por presentes y transeúntes. Suele ser el denominador en los principales algoritmos para calcular tasas.

## Distinción entre población de hecho y población de derecho
Se trata de una distinción de carácter jurídico-administrativo. Es habitual que ambas poblaciones —hecho y derecho— no coincidan en número.

### Población de hecho
Se habla de población de hecho cuando se atiende a la ubicación real de una persona -normalmente cuando se hace un recuento población como el censo-, independientemente de si está empadronada o no en el lugar en que se encuentra.
Dentro de la población de hecho, se establece diferencia entre los residentes y los transeúntes, que son aquellos que aparecen en el recuento pero que en realidad son población de derecho en otras localidades. A los transeúntes también se les suele llamar población de paso.

### Población de derecho
La población de derecho es la empadronada en un lugar, población residente, y determina, entre otros aspectos, el lugar donde puede ejerce derechos civiles, como el voto.
Dentro de la población de derecho se establece la diferencia entre la población presente y la población ausente.

## Nuevo concepto de población vinculada
El concepto de población de hecho tiene limitaciones que en el censo español de 2001 se corrigieron introduciendo el concepto de población vinculada.